# 丹羽次郎
丹羽 次郎（にわ じろう、1950年 - ）は、日本工業大学工学部情報工学科非常勤講師。研究分野は情報学基礎と教育工学である。

## 略歴
- 千葉県出身
- 1968年4月 日本工業大学工学部電気電子工学科入学
- 1972年3月 日本工業大学工学部電気電子工学科卒業
- 1973年～1982年 日本工業大学工学部電気電子工学科助手
- 1983年～1995年 日本工業大学工学部電気電子工学科講師
- 1995年～1998年 情報工学科の開設に伴い電気電子工学科から情報工学科へ移動（講師）
- 1998年～2016年 日本工業大学工学部情報工学科准教授
- 2000年～2001年 米国イリノイ大学客員研究員
- 2016年～現在 日本工業大学工学部情報工学科非常勤講師

## 所属学会・団体
- 電子情報通信学会
- 情報処理学会
- 教育システム情報学会
- 日本教育工学会

## 著書
- PC-9801シリーズのためのBASICプログラミング入門 —MS-DOS版—（1991）
- BASICプログラミング入門MS-DOS版（1995）
- ネットワーク技術
- マイクロコンピュータによるディジタル制御入門

## 論文
- テレビ電話を利用した大学間遠隔講義の評価
- 環境教育と環境知識の関係についての一考察
- 環境教育と環境知識の関係についての一考察
- 自宅サーバ構築によるネットワーク教育
- e-learningの実用性について
- 分散型サーバを対象としたLMSの開発
- 双方向遠隔授業における討論の導入に関する一検討
- 低速度回線遠隔授業における副回線の利用(2) : 提示画面の制御
- 遠隔授業におけるレスポンスアナライザ(3)
- 遠隔授業におけるレスポンスアナライザ(3)
- 遠隔講義におけるレスポンスアナライザ利用についての一検討
- テレビ会議システムを用いた遠隔教育における異なる講義形態の評価
- 双方向遠隔授業におけるディスカッションの導入とその評価
- 正規授業への遠隔講義の導入
- ネットワークによる映像配信 : インターネット、ISDN、デジタル衛星テレビを併用した
- コンピュータネットワーク利用教育における一試行 : 学内PGP公開鍵サーバ
- モバイル環境における遠隔教育
- 遠隔授業におけるレスポンスアナライザ
- 低コスト遠隔授業の実用性について
- 双方向性を重視した遠隔授業(2)